# Ейстейн II (король Норвегії)

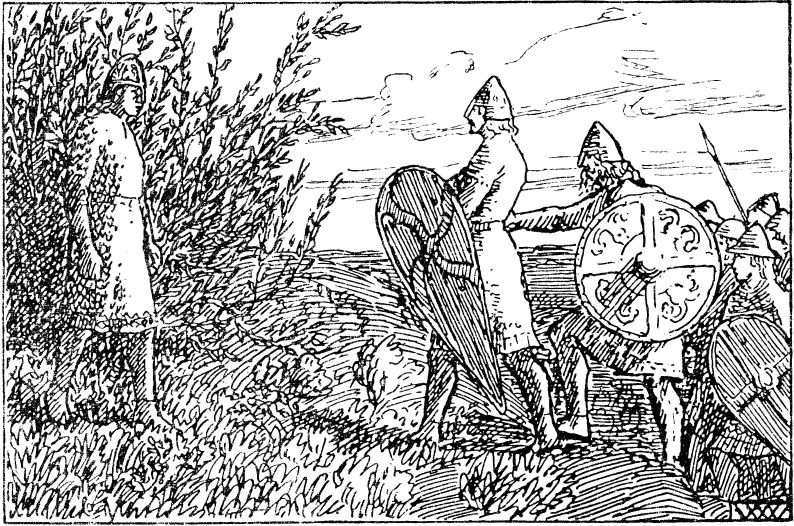
Загибель короля Ейстейна II

Е́йстейн II Гаральдссон (1125 — 1157) — король Норвегії з 1142 до 1157 року. Походив з династії Інглінгів.

## Життєпис
Син Гаральда IV, короля Норвегії, та Б'ядек, королівської коханки. Народився у Шотландії тут він мешкав до 1142 року, коли під час подорожі Гебридами та Оркнейями з ними зустрілися деякі норвезькі аристократи. З ними Ейстейн повернувся до Норвегії, де висунув свої претензії на корону. За згодою опікунів королів Інге I, Сігурда II Ейстейн також отримав частину владу, ставши королем. За цей час у 1152 році було впроваджено архієпископство у Нідаросі (сучасний Тронгейм). Водночас Ейстейн не займався лише внутрішніми справами. У 1151—1153 роках він здійснив похід до Шотландії та Англії. В цьому поході захопив Гаральда Маддадсона, ярла Оркнейського, й змусив того викупити себе за значні кошти. Після цього піддав розору міста Абердін, Хартлепул, Вітбі.
До 1155 року відносини між братами були мирними з огляду на те, що фактично керували країною їх опікуни. У 1155 спалахнув конфлікт у м. Берген між Інге I та Сігурдом II, під час якого останнього було вбито. Водночас вдалося залагодити конфлікт між Інге I та Ейстейном II. Проте цей мир тривав лише до 1157 року. Вирішальна битва відбулася вже в цьому році — армія Інге I вщент розбила війська Ейстейна II біля містечка Мостар. Після цього Ейстейн II втік на південь, але який незабаром був схоплений та вбитий в області Богуслен.

## Родина
1. Дружина — рагна Ніколасдотер, донька норвезького аристократа.
Дітей не було
2. Коханка (ім'я невідоме)
Діти:
- Ейстейн (1157—1177)